# Bromölla kommun
Bromölla kommun är en kommun i östra Skåne län. Centralort är Bromölla.
Bromölla är beläget i gränsområdet mellan den mer kuperade Blekingeterrängen och den flacka Kristianstadsslätten. I den utpräglade industrikommunen Bromölla återfanns omkring hälften av arbetstillfällena inom tillverkningsindustrin i början på 2020-talet.  
Fram till 1990 ökade kommunens befolkning, därefter har invånarantalet legat relativt stabilt. Kommunen har en lång tradition av socialdemokratiskt styre. Mandatperioden 2018–2022 har dock kommunen styrts av två olika koalitioner.

## Administrativ historik
Kommunens område motsvarar socknarna: Gualöv, Ivetofta och Näsum. I dessa socknar bildades vid kommunreformen 1862 landskommuner med motsvarande namn.
1942 bildades Bromölla köping genom utbrytning ur Ivetofta landskommun.
Vid kommunreformen 1952 uppgick Gualövs landskommun i Ivetofta landskommun medan Näsums landskommun och Bromölla köping förblev oförändrade.
1967 uppgick Ivetofta landskommun i Bromölla köping. Bromölla kommun bildades vid kommunreformen 1971 av Bromölla köping. 1974 införlivades Näsums kommun.
Kommunen ingår sedan bildandet i Kristianstads tingsrätts domsaga.

## Geografi
Bromölla kommun är Skånes östligaste kommun och gränsar till Kristianstads kommun i Skåne län samt till Sölvesborgs och Olofströms kommuner i Blekinge län.

### Topografi och hydrografi
Bromölla är beläget i gränsområdet mellan den mer kuperade Blekingeterrängen och den flacka Kristianstadsslätten. Landskapet norr om Ivösjön är kulligt.

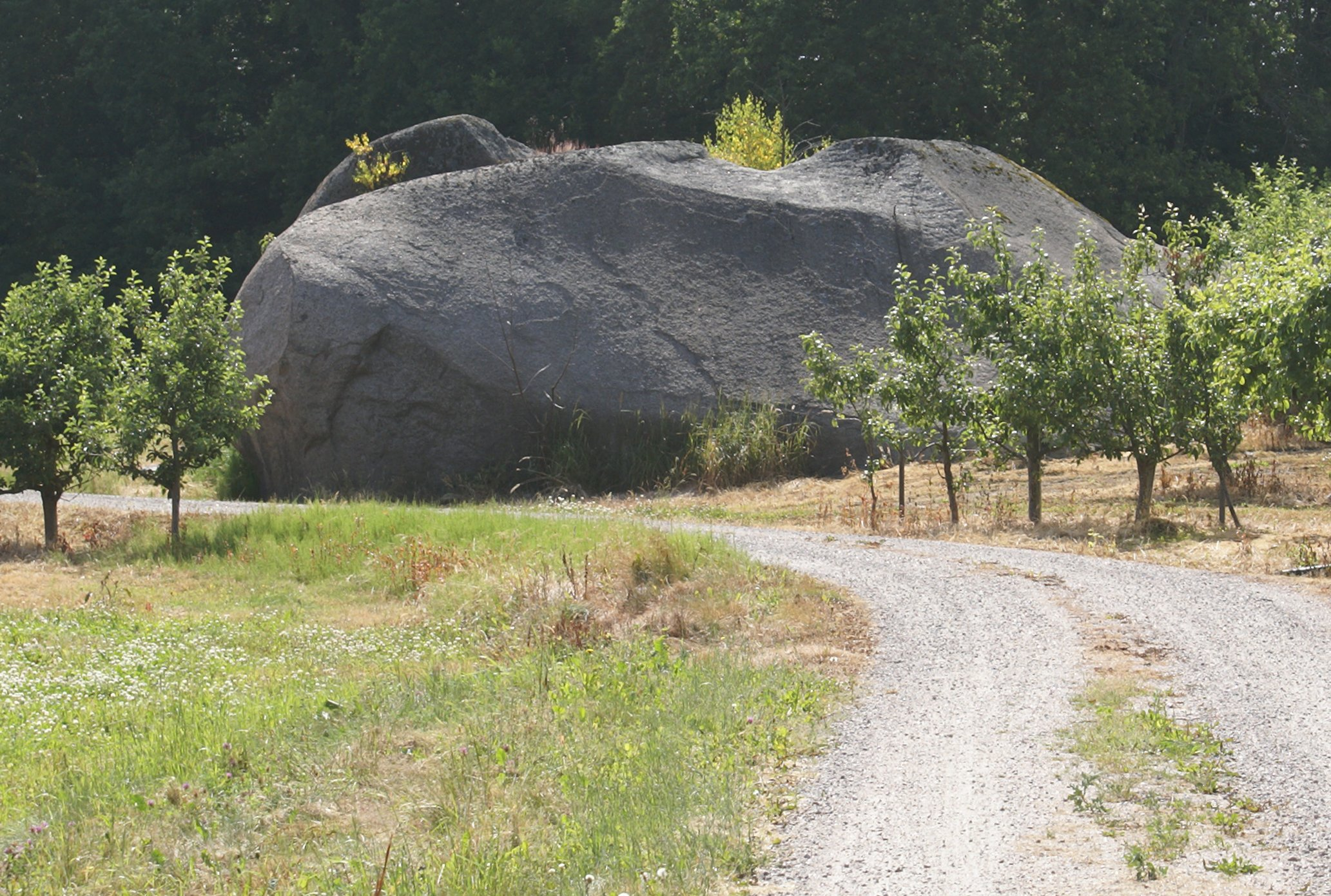
Massivt korttransporterat rundat block från näraliggande tor vid Orevången norr om Ivösjön, 2010

 Berggrunden i området är kraftigt vittrad. Detta oavsett om den består av äldre graniter eller av geologiskt sett mycket unga kritbergarter. På sina håll har den vittrade berggrunden bildat kaolinlera som bryts vid exempelvis Axeltorp. På andra håll har vittringen lett till att tors, större högar med block, bildats. Dessa har blivit kvar även efter att berggrunden runtomkring vittrat bort. Holjeån slingrar sig fram genom landskapet genom en dalgång som löper från norr till söder. Den mynnar sedermera ut i Ivösjön strax söder om Näsum. Kring centralorten finns slättområden med bördiga jordbruksmark och kalkrik jord.
Nedan presenteras andelen av den totala ytan 2020 i kommunen jämfört med riket.
|  | Bebyggelse (10,0 %) |

|  | Skog (59,7 %) |

|  | Öppen myrmark (0,4 %) |

|  | Jordbruksmark (24,6 %) |

|  | Övrig mark (5,4 %) |

|  | Bebyggelse (3,1 %) |

|  | Skog (68,0 %) |

|  | Öppen myrmark (7,2 %) |

|  | Jordbruksmark (7,4 %) |

|  | Övrig mark (14,3 %) |

### Naturskydd
År 2022 fanns fyra naturreservat i Bromölla kommun. Näsums bokskogar, Djupadal, Östafors bruk och Gyetorp.
I Näsums bokskogar utvecklas skogen till en form av natururskog genom att skogen får växa fritt och träden får ligga kvar där de faller. Djupadal är även klassat som Natura 2000-område. Området inkluderar ädellövskog och det är rikt på död ved i form av lågor, högstubbar och grenar på marken. Även Östafors bruk är klassat som Natura 2000-område. Genom reservatet flyter Holjeån som är hem för många fiskarter, så som öring, elritsa, bäcknejonöga, ål och gädda. Gyetorp bildades 2020 och beskrivs av Länsstyrelsen i Skåne län som "Skånes mest värdefulla naturområden när det gäller biologisk mångfald. Inte mindre än 4 400 olika arter har setts här under de senaste 25 åren".
Därtill finns Pestbackens naturvårdsområde som utgörs av ett område med flygsand och skogsmark.

### Administrativ indelning
Fram till 2016 var kommunen för befolkningsrapportering indelad i Ivetofta-Gualövs församling och Näsums församling.

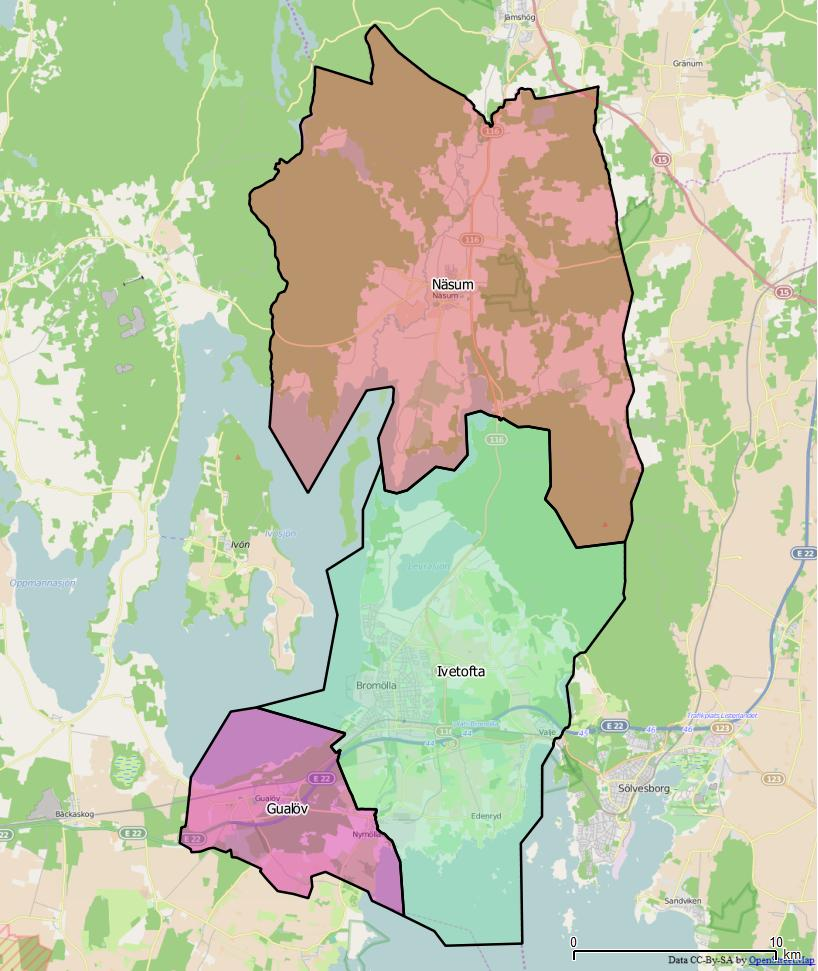
Distrikt inom Bromölla kommun.

Från 2016 indelas kommunen istället i tre distrikt, vilka motsvarar de tidigare socknarna: Gualöv, Ivetofta och Näsum.

### Tätorter
Totalt bodde 87,7 procent av kommunens invånare i någon av tätorterna 2020, vilket var i paritet med genomsnittet för riket där motsvarande siffra var 87,6 procent. Enligt SCB:s tätortsavgränsning 2020 fanns fem tätorter i kommunen:
I tabellen presenteras tätorterna i storleksordning efter befolkning 2020. Centralorten är i fet stil.
| Nr | Tätort   | Befolkning |
| -- | -------- | ---------- |
| 1  | Bromölla | 8 092      |
| 2  | Näsum    | 1 314      |
| 3  | Valje*   | 999        |
| 4  | Gualöv   | 512        |
| 5  | Nymölla  | 273        |

* Siffrorna gäller den del av Valje som ligger i Bromölla kommun. Valje ligger även i Sölvesborgs kommun.

## Styre och politik

### Styre
Mandatperioden 2010–2014 styrdes kommunen av Socialdemokraterna i minoritet  partiet samlade då 16 av 41 mandat. 
Efter valet 2014 övertogs makten av en koalition som själva kallade sig för SVAMMP och utgjordes av Socialdemokraterna, Vänsterpartiet, Alternativet, Moderaterna och Miljöpartiet. Valet 2018 ledde till maktskifte och makten övertogs av ett nytt konservativt block bestående av Kristdemokraterna, Moderaterna och Sverigedemokraterna. Detta ledde till att kommunen blev en av Sveriges tre första kommuner som styrdes av Sverigedemokraterna, detta tillsammans med Hörby och Sölvesborg.
Hösten 2020 meddelade det dåvarande kommunalrådet Eric Berntsson (SD) att han hoppade av posten, därefter lät Sverigedemokraterna meddela att de gick i opposition. Efter två månader utan kommunalråd togs posten över av socialdemokraten Jenny Önnevik. Strax därefter meddelades att Socialdemokraterna skulle samverka tillsammans med Vänsterpartiet, Liberalerna, Centerpartiet och Kristdemokraterna.
| År        | Partier | Partier | Partier | Partier | Partier | Partier |
| --------- | ------- | ------- | ------- | ------- | ------- | ------- |
| 1994–1998 | S       |         |         |         |         |         |
| 1998–2002 | S       |         |         |         |         |         |
| 2002–2006 | S       |         |         |         |         |         |
| 2006–2010 | S       |         |         |         |         |         |
| 2010–2014 | S       |         |         |         |         |         |
| 2014–2018 | S       |         |         |         |         |         |
| 2018–2020 | SD      | M       | KD      |         |         |         |
| 2020–     | S       | V       | L       | C       | KD      |         |

### Kommunfullmäktige

#### Presidium
| Presidium 2022–2026    | Presidium 2022–2026 | Presidium 2022–2026 |
| ---------------------- | ------------------- | ------------------- |
| Ordförande             | S                   | Lennie Håkansson    |
| Förste vice ordförande | S                   | Lars Petersson      |
| Andre vice ordförande  | M                   | Glenn Nilsson       |

#### Mandatfördelning 1970–2022
Bromölla kommun har traditionellt under decennier varit Socialdemokraternas starkaste fäste i södra Sverige, söder om Oxelösunds kommun i Södermanlands län. I kommunvalet 2010 förändrades dock detta radikalt då kommunen istället blev Sverigedemokraternas tredje starkaste fäste i Sverige och det rödgröna blockets tidigare solida majoritet endast hängde på ett mandat i kommunfullmäktige. Socialdemokraterna har dock fortfarande flest mandat i kommunfullmäktige, men kommunen har förlorat sin stämpel av massivt socialdemokratiskt fäste då socialdemokraterna förlorade hela 5 av sina tidigare 21 mandat i kommunfullmäktige i valet 2010. 2014 förlorade man ytterligare tre mandat.
I valet 2014 minskade Socialdemokraterna och Allianspartierna markant efter att Socialdemokraterna, Moderaterna, Folkpartiet, Centern och Kristdemokraterna hade vad de kallade ett valtekniskt samarbete.
(S) förlorade tre mandat till och innehar nu under en tredjedel av mandaten i Kommunfullmäktige. (M) förlorade två mandat och sin plats som näst största parti. Folkpartiet och Centern halverade sina mandat från två till ett. Kristdemokraterna förlorade sitt enda mandat och åkte ur helt.
Samtliga oppositionspartier ökade sina resultat, även om Miljöpartiet fick lika många mandat som 2010. Sverigedemokraterna ökade markant, med fyra mandat och blev näst största parti.

I januari 2014 bildades ett nytt parti, Alternativet, som fick fyra mandat och blev fjärde största parti i antal röster. 
| 3 | 25 | 4 | 3 | 2 |

| 34 |

| 3 | 25 | 7 | 3 | 3 |

| 35 | 6 |

| 2 | 26 | 7 | 3 | 3 |

| 34 | 7 |

| 2 | 26 | 4 | 4 | 5 |

| 33 | 8 |

| 2 | 28 | 4 | 2 | 5 |

| 33 | 8 |

| 2 | 27 | 3 | 4 | 5 |

| 33 | 8 |

| 2 | 27 | 2 | 3 | 3 | 4 |

| 28 | 13 |

| 2 | 25 |  |  | 3 | 3 |  | 5 |

| 32 | 9 |

| 4 | 25 | 2 | 2 | 2 |  | 5 |

| 27 | 14 |

| 7 | 20 | 2 | 2 | 2 | 2 | 6 |

| 21 |  | 19 |

| 5 | 22 | 2 | 2 | 3 | 2 | 5 |

| 22 | 19 |

| 4 | 21 |  | 3 | 2 | 2 | 2 | 6 |

| 22 | 19 |

| 3 | 16 | 2 | 7 | 2 | 2 |  | 8 |

| 24 | 17 |

| 4 | 13 | 2 | 10 | 4 |  |  | 6 |

| 26 | 15 |

| 2 | 13 | 12 | 4 |  | 2 |  | 6 |

| 26 | 15 |

| 2 | 12 | 11 | 3 |  | 2 |  | 9 |

| 26 | 15 |

### Nämnder

#### Kommunstyrelse
| Presidium 2022–2026    | Presidium 2022–2026 | Presidium 2022–2026 |
| ---------------------- | ------------------- | ------------------- |
| Ordförande             | S                   | Jenny Önnevik       |
| Förste vice ordförande | S                   | Peter L-E Svensson  |
| Andre vice ordförande  | SD                  | Filip Persson       |

#### Lista över kommunstyrelsens ordförande
| Namn | Namn                 | Tillträdde | Avgick |
| ---- | -------------------- | ---------- | ------ |
|      | Christer Adelsbo (S) | 1993       | 2002   |
|      | Åke Hammarstedt (S)  | 2002       | 2014   |
|      | Jenny Önnevik (S)    | 2014       | 2018   |
|      | Eric Berntsson (SD)  | 2018       | 2020   |
|      | Jenny Önnevik (S)    | 2020       |        |

#### Övriga nämnder
Förutom de obligatoriska nämnderna i Sverige  finns i Bromölla kommun även en Myndighetsnämnd. Myndighetsnämnden har ansvar för bland annat bygg- och miljöfrågor likväl som hälsofrågor.

## Ekonomi och infrastruktur

### Näringsliv
I den utpräglad industrikommunen Bromölla  återfanns omkring hälften av arbetstillfällena  inom tillverkningsindustrin i början på 2020-talet. Den stora industrisektorns framväxt i kommunen inleddes i slutet av 1800-talet, då AB Iföverken började sin tillverkning av bland annat sanitetsporslin. På den närbelägna Ivön fanns kaolin- och kalkstensfyndigheter som användes som råvara i produktionen. Senare delades Iföverken i tre delar: Ifö Sanitär AB (sanitetsporslin och plastprodukter), Ifö Ceramics AB (högspänningsisolatorer) och Ifö Electric AB (bland annat elektriska säkringar och belysningsarmatur). Ingen av dessa tre företag nyttjar numer de lokala råvarufyndigheterna. Andra stora företag i kommunen är exempelvis Stora Enso Nymölla AB som tillverkar pappersmassa- och finpapper. I början av 2020-talet var servicesektorn i kommunen förhållandevis liten och den offentliga sektorn sysselsatte  endast omkring 25 procent av den förvärvsarbetande dagbefolkningen. Omkring en tredjedel av de förvärvsarbetande invånarna pendlade till arbetsplatser utanför Bromölla, primärt till grannkommunerna Kristianstad, Olofström och Sölvesborg.

### Infrastruktur

#### Transporter
Större vägar som genomkorsar kommunen är E22, Länsväg 116 och i nordöstra hörnet av kommunen riksväg 15. Tågen på Blekinge kustbana gör uppehåll i Bromölla och från den järnvägen finns ett industrispår till Nymölla bruk.

## Befolkning

### Demografi

#### Befolkningsutveckling
| Befolkningsutvecklingen i Bromölla kommun 1970–2020                                                             | Befolkningsutvecklingen i Bromölla kommun 1970–2020 | Befolkningsutvecklingen i Bromölla kommun 1970–2020 | Befolkningsutvecklingen i Bromölla kommun 1970–2020 | Befolkningsutvecklingen i Bromölla kommun 1970–2020 |
| --- | --------------------------------------------------- | --------------------------------------------------- | --------------------------------------------------- | --------------------------------------------------- |
| |                                                     |                                                     |                                                     |                                                     |
| År |                                                     |                                                     | Folkmängd                                           |                                                     |
| 1970 | 1970                                                |                                                     | 10 771                                              |                                                     |
| 1975 | 1975                                                |                                                     | 11 384                                              |                                                     |
| 1980 | 1980                                                |                                                     | 12 069                                              |                                                     |
| 1985 | 1985                                                |                                                     | 12 162                                              |                                                     |
| 1990 | 1990                                                |                                                     | 12 605                                              |                                                     |
| 1995 | 1995                                                |                                                     | 12 437                                              |                                                     |
| 2000 | 2000                                                |                                                     | 12 085                                              |                                                     |
| 2005 | 2005                                                |                                                     | 12 098                                              |                                                     |
| 2010 | 2010                                                |                                                     | 12 272                                              |                                                     |
| 2015 | 2015                                                |                                                     | 12 513                                              |                                                     |
| 2020 | 2020                                                |                                                     | 12 759                                              |                                                     |
| Anm: Uppgifterna avser förhållandena den 31 december enligt den kommunala indelningen den 1 januari året efter. |                                                     |                                                     |                                                     |                                                     |

#### Utländsk bakgrund
Den 31 december 2015 utgjorde antalet invånare med utländsk bakgrund (utrikes födda personer samt inrikes födda med två utrikes födda föräldrar) 2 073, eller 16,57 % av befolkningen (hela befolkningen: 12 513 den 31 december 2015). Den 31 december 2002 utgjorde antalet invånare med utländsk bakgrund enligt samma definition 1 178, eller 9,80 % av befolkningen (hela befolkningen: 12 022 den 31 december 2002).
| Bakgrund                                      | Antal | Andel   |
| --------------------------------------------- | ----- | ------- |
| 31 december 2015                              |       |         |
| Utrikes födda                                 | 1 695 | 13,55 % |
| Inrikes födda med två utrikes födda föräldrar | 378   | 3,02 %  |
| Inrikes födda med en inrikes född förälder    | 718   | 5,74 %  |
| Inrikes födda med två inrikes födda föräldrar | 9 722 | 77,70 % |

#### Invånare efter de vanligaste födelseländerna
Denna tabell redovisar födelseland för Bromölla kommuns invånare enligt den statistik som finns tillgänglig från Statistiska centralbyrån (SCB). SCB redovisar endast födelseland för de fem nordiska länderna samt de 12 länder med flest antal utrikes födda i hela riket. En person som inte kommer från något av de här 17 länderna har istället av SCB förts till den världsdel som födelselandet tillhör. Personer födda i Sovjetunionen samt de personer med okänt födelseland är också medtagna i statistiken.
| Födelseland      | Födelseland                       | Födelseland |
| ---------------- | --------------------------------- | ----------- |
| 31 december 2016 |                                   |             |
| 1                | Sverige                           | 10 808      |
| 2                | Europeiska unionen: Övriga länder | 292         |
| 3                | Syrien                            | 290         |
| 4                | Polen                             | 208         |
| 5                | Finland                           | 164         |
| 6                | Asien: Övriga länder              | 106         |
| 7                | Irak                              | 96          |
| 7                | Thailand                          | 96          |
| 9                | Danmark                           | 90          |
| 10               | Tyskland                          | 73          |
| 11               | / SFR Jugoslavien/FR Jugoslavien  | 62          |
| 12               | Afrika: Övriga länder             | 61          |
| 13               | Bosnien och Hercegovina           | 50          |
| 14               | Afghanistan                       | 37          |
| 15               | Somalia                           | 32          |
| 16               | Eritrea                           | 23          |
| 16               | Europa utom EU: Övriga länder     | 23          |
| 16               | Norge                             | 23          |
| 19               | Turkiet                           | 22          |
| 20               | Island                            | 19          |
| 20               | Nordamerika                       | 19          |
| 22               | Iran                              | 15          |
| 23               | Sydamerika                        | 8           |
| 24               | Oceanien                          | 4           |
| 25               | Okänt födelseland                 | 3           |
| 26               | Sovjetunionen                     | 1           |

### Kulturarv

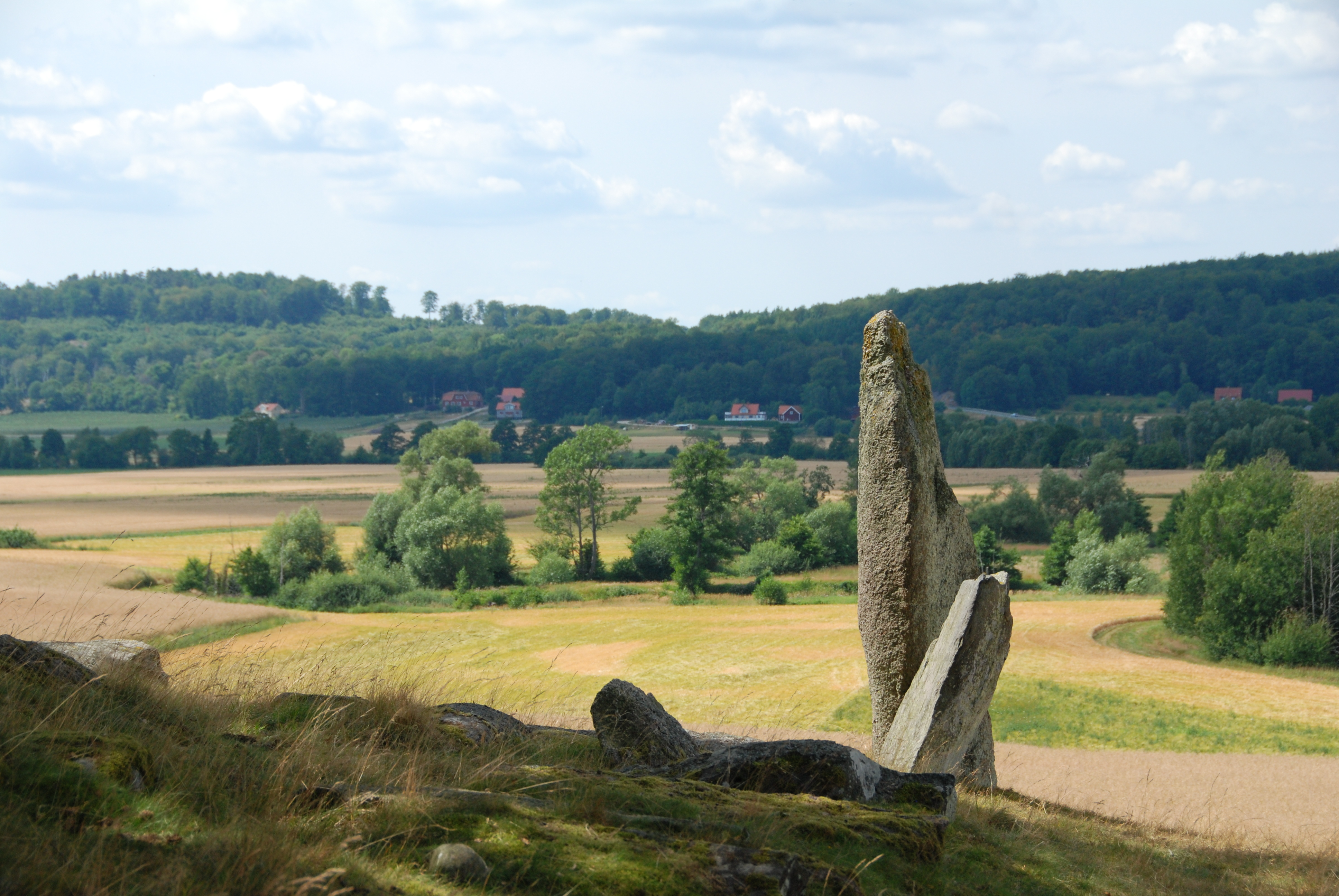
Fornlämningen Gudahagen i Näsums socken.

## Kultur

### Kommunsymboler

#### Kommunvapen
Blasonering: I blått fält en genomgående bro i ett spann över ett kvarnhjul, båda i guld.
Vapnet fastställdes för Bromölla köping 1951 och är ett talande vapen (brospannet = bro och kvarnhjulet = mölla). Det registrerades hos PRV för kommunen 1974.

#### Kommunfågel

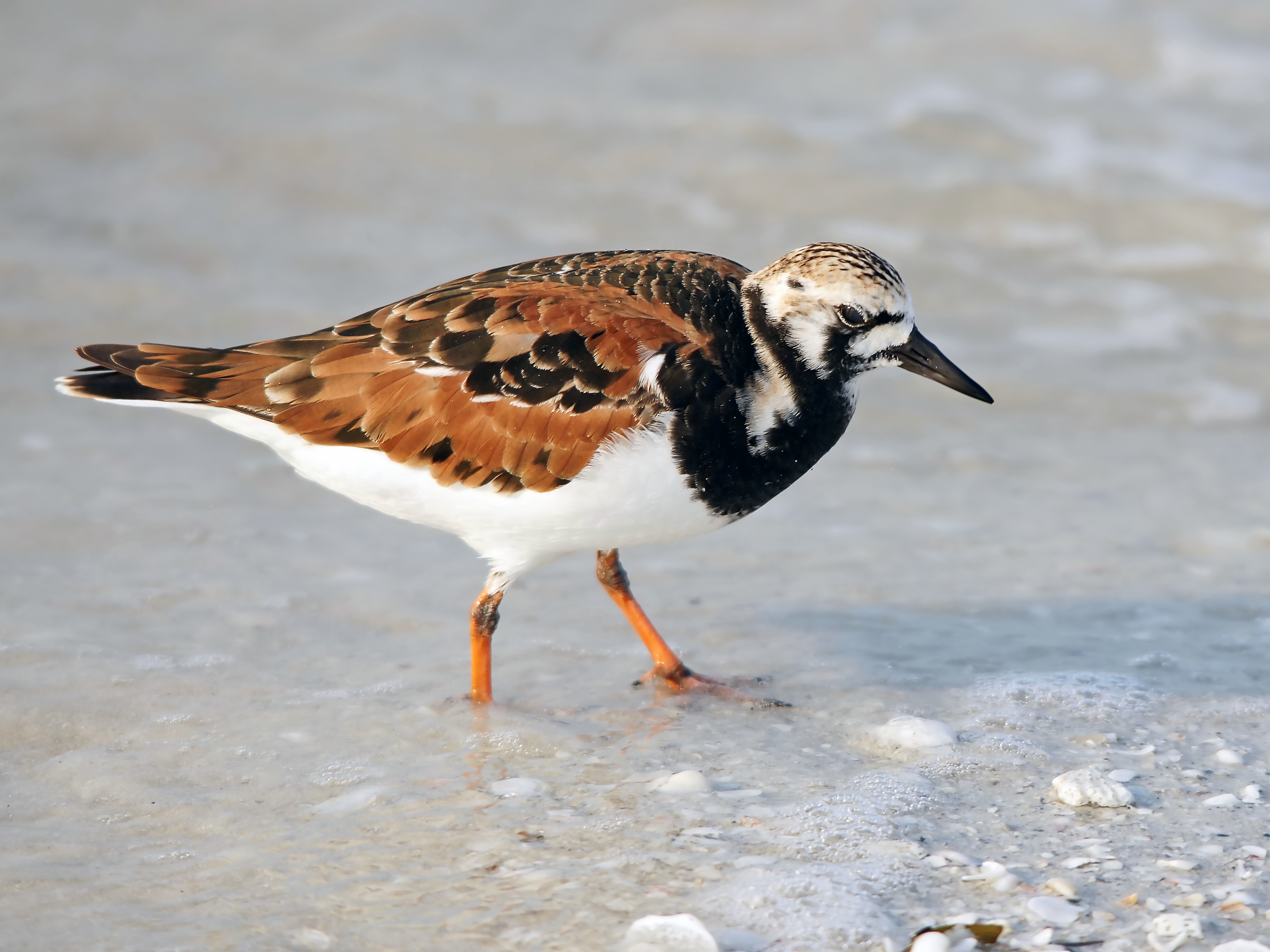
Roskarlen är Bromöllas kommunfågel.